# Borås pastorat
Borås pastorat är ett pastorat i Redvägs och Ås kontrakt (före 2017 Ås kontrakt) i Skara stift i Borås kommun i Västra Götalands län. 
Pastoratet bildades 2014 genom sammanläggning av pastoraten:
- Borås Caroli pastorat
- Borås Gustav Adolfs pastorat

Pastoratet består av följande församlingar:
- Borås Caroli församling
- Borås Gustav Adolfs församling
- Brämhults församling

Pastoratskod är 031302